# Versieren
Versieren is een vorm van communicatie tussen twee mensen met als doel een liefdesrelatie of seksueel contact. Veroveren, verleiden en het hof maken zijn min of meer synoniemen. In de straattaal en door de jeugd, worden weleens de synoniemen ‘hosselen’ en 'fiksen' gebruikt.
De twee beroemdste versierders uit de geschiedenis zijn Giacomo Casanova en het personage Don Juan. Met een 'casanova' of een 'don juan' wordt dan ook een vrouwenversierder bedoeld.
De twee beroemdste verleidsters uit de geschiedenis zijn Cleopatra en Valeria Messalina. De laatste geldt als toonbeeld van onverzadigbare geslachtsdrift. Aan haar schrijft men toe de woorden "Lassata, sed non satiata" (Latijn voor "Vermoeid, maar niet verzadigd").
De oudste systematische versierhandleiding is de Ars Amatoria (Latijn voor "De kunst van de liefde") van Publius Ovidius Naso. Dit leerdicht bestaat uit drie boeken. De eerste twee boeken dateren van circa 1 v.Chr en het derde boek van circa 1 n.Chr. Mannen wordt in boek 1 en 2 de kunst van het versieren onderwezen en vrouwen in boek 3.
De meeste mensen vinden een partner via de vriendenkring, het uitgaansleven, het werk, de school of de parochie. Sinds het midden van de jaren 1990 gebeurt dit ook meer en meer via  internetdating en speeddating.

## Methoden van versieren
De essentie van versieren is dat de versierder contact legt met een potentiële partner door dat te doen wat die persoon van de versierder verwacht of prettig vindt. Dit blijkt tijdens de communicatie en interactie. De potentiële partner moet het gevoel krijgen dat hij of zij voor de versierder het centrum van het universum is en dat de versierder de belichaming is van zijn of haar liefdesideaal.
Een versierder kan een potentiële partner versieren door:
- wensen te ontdekken en die te vervullen
- behoeften te scheppen en daarin te voorzien
- onderdrukte of onvervulde verlangens in te willigen
- dromen te vervullen
- het beste in hem of haar naar boven te halen
- te zeggen en te laten blijken hem of haar echt aardig te vinden
- tekortkomingen van hem of haar aan te vullen
- hem of haar met problemen te helpen
- iets onverwachts te doen
- te bewerkstelligen dat hij of zij aan de versierder blijft denken
- hem of haar te laten weten dat een leven met de versierder een aaneenschakeling van avonturen en romantiek is
- er goed uit te zien, geestig te zijn en intelligent over te komen
- te flirten
- rapport te maken
- het spel van aantrekken en afstoten te spelen
- aantrekkelijke eigenschappen te projecteren
- een goed gesprek te voeren
- een band op te bouwen

Het proces van versieren kan vergemakkelijkt worden door met iemand opwindende dingen te doen. Het onderzoek hiernaar is verricht door de psychologen Donald Dutton en Arthur Aron. Ze lieten een mooie, jonge vrouw postvatten op twee loopbruggen over de Capilano-rivier in Canada: een smalle, wiebelende hangbrug van zeventig meter hoog (de Capilano Suspension Bridge) en een brede, solide, 3 meter hoge brug stroomopwaarts. De vrouw vroeg aan mannen die ze tegenkwam en zonder vrouwelijk gezelschap waren, of ze een vragenlijst wilden invullen omdat ze onderzocht hoe een mooi uitzicht de creatieve expressie beïnvloedt. Daarna moesten de mannen een kort dramatisch verhaal schrijven op basis van een foto van een vrouw. Na de enquête gaf ze iedere man haar telefoonnummer en bood ze aan om meer te vertellen over haar onderzoek als ze meer tijd had. Geen enkele man wist dat de vrouw deel uitmaakte van het onderzoeksteam. Negen van de drieëntwintig mannen van de wankele brug, die hadden meegedaan aan het onderzoek, belden haar. Slechts twee van de tweeëntwintig mannen die ze op de stevige brug had aangesproken en mee wilden werken aan de test, namen contact met haar op. Ook waren de verhalen van de mannen van de gevaarlijk ogende brug seksueler getint dan die van de proefpersonen van de andere brug. Mensen worden eerder op iemand verliefd als er zich veel adrenaline in het lichaam bevindt. Als iemand opgewonden is, zoekt hij of zij onbewust de prettigste verklaring. Is er een aantrekkelijke vrouw of man in de buurt, dan denkt iemand al snel verliefd te zijn. Andere voorbeelden van spannende activiteiten zijn een ritje in een reuzenrad of achtbaan, een jungletocht, bergbeklimmen, bungeejumpen of parachutespringen. Een spannende of enge film is ook heel doeltreffend om de opwinding te vergroten.
Bij versieren kunnen twee principes werken: ‘soort zoekt soort’ en ‘tegenpolen trekken elkaar aan’. Mensen vinden anderen leuk als die op hen lijken. Daarom kiezen ze voor een langdurige relatie meestal iemand die overeenkomt met hun huidskleur, nationaliteit, leeftijd, godsdienst, politieke opvattingen, normen en waarden, opleiding, sociale achtergrond, interesses en hobby’s. Verder willen ze iemand die hen aanvult, iemand die een bepaalde eigenschap beter ontwikkeld heeft dan zijzelf. Iemand die snel opgeeft, zoekt een doorzetter en iemand die wat verlegen is, zoekt iemand met lef. Ze hopen dat ze zich zullen ontplooien in de gewenste richting. Bij de partnerkeuze gaat het dus om overeenkomstige en aanvullende eigenschappen bij de ander. Soms komt het voor dat mensen zich aangetrokken voelen tot een volstrekt tegengesteld karakter. Ook hier vullen de partners elkaar aan, maar in extreme mate. Dergelijke relaties duren meestal niet lang omdat de karakters botsen.

## Fasen van het versierspel
Het versierproces doorloopt meestal negen fasen:
1. bepalen of iemand een potentiële partner is
2. vaststellen of de mogelijke partner vrij is
3. de aandacht trekken
4. op een reactie letten
5. de potentiële partner aanspreken
6. de potentiële partner voor het eerst vluchtig aanraken
7. de kennismaking verlengen door middel van een gesprek.
8. een band opbouwen door veel met de mogelijke partner om te gaan.
9. een relatie beginnen

Deze fasen hoeven elkaar niet op te volgen en een of meer fasen kunnen worden overgeslagen.
Hoe iemand wordt aangesproken als onderdeel van het versierspel, is niet van erg groot belang omdat uit onderzoek van de Amerikaanse psycholoog Albert Mehrabian blijkt dat communicatie voor 55% uit lichaamstaal bestaat, voor 38% uit intonatie en voor slechtst 7% uit woorden.
De Amerikaanse hoogleraar psychologie Michael Cunningham heeft zes openingszinnen in de praktijk getest. Hij deelde ze in drie categorieën in: direct, onschuldig en familiair. De directe openingszinnen waren: ‘Ik vind het een beetje gênant, maar ik zou je graag leren kennen’ en ‘Het heeft me moeite gekost naar je toe te komen. Mag ik je ten minste vragen hoe je heet?’ Tot de onschuldige methode hoorden: ‘Hallo!’ en ‘Wat vind je van de band?’ De twee voorbeelden van een familiaire openingszin waren: ‘Je doet me denken aan iemand met wie ik vroeger uitging’ en ‘Wedden dat ik meer op kan dan jij?’ Cunningham liet een onopvallend uitziende man vrouwen zonder gezelschap in een bar in Chicago benaderen met deze zes openingszinnen. Met de directe methode had de man het meeste succes. De familiaire openingszinnen waren niet erg succesvol. 80% van de vrouwen reageerde daar negatief op. Cunningham heeft het experiment ook in omgekeerde richting gedaan. 80 tot 100% van de mannen reageerde positief op alle openingszinnen van de vrouwen.

## Verschillen tussen mannen en vrouwen
Doorgaans neemt een vrouw een afwachtende houding aan. Ze geeft hooguit signalen. Hiermee daagt ze een man uit en moedigt ze hem aan. Veel mannen durven een vrouw pas te benaderen als zij signalen van de vrouw hebben opgevangen dat ze niet bij voorbaat geen interesse heeft. Zij zien dit als het groene licht om dichterbij te komen. In dit scenario zet niet de man maar de vrouw de eerste stap. Zij neemt non-verbaal het initiatief, hij verbaal. De vrouw is dan de verleidster als het gaat om de aandacht te trekken.
De psychologen Debra Walsh en Jay Hewitt hebben hiervoor het eerste experimentele bewijs geleverd. Deze wetenschappers onderzochten de moed van mannen door een aantrekkelijke vrouw in een café plaats te laten nemen aan een tafel. Er werden drie varianten onderzocht. In de eerste variant moest de vrouw een bepaalde man in de bar herhaaldelijk aankijken, oogcontact met hem maken en naar hem glimlachen. De tweede variant was het hetzelfde als de eerste, maar zonder het glimlachen. In de derde variant mocht de vrouw de man helemaal niet aankijken en geen enkel flirtsignaal geven. In de eerste variant, waarin de mannen uitgenodigd werden, benaderde 60% van de mannen de vrouw. Slechts 20% van de mannen sprak de vrouw in de tweede variant aan en geen enkele man had in de derde variant de moed om op de vrouw af te stappen.
Mannen maken veel minder gebaren dan vrouwen. Tijdens het spel van uitdagen en uitgedaagd worden zenden vrouwen vijf keer zo veel signalen uit. Vrouwen gebruiken niet alleen veel meer lichaamstaal dan mannen maar kunnen die ook beter lezen. Het komt voor dat een vrouw denkt dat een man niet op haar valt omdat hij niets onderneemt terwijl haar lichaamstaal aangeeft dat de weg vrij is. Veel subtiele gebaren gaan aan een man voorbij. Daarnaast kunnen vrouwen gemiddeld beter communiceren dan mannen, kunnen zij beter omgaan met anderen en hebben ze (vermoedelijk) meer empathisch vermogen. Vrouwen kunnen dus beter versieren dan mannen. Omdat vrouwen daarnaast in de partnerkeuze doorgaans ook nog eens selectiever zijn dan mannen, is het voor vrouwen ook daarom makkelijker om een man te versieren dan andersom.
Nadat vrouwen de rol van verleidster hebben bij het aandacht trekken, nemen mannen daarna vaker het initiatief door de vrouw daadwerkelijk aan te spreken en daarna verder te verleiden. Tijdens het versieren praten mannen dan ook meer dan vrouwen. Hebben ze eenmaal een relatie met een vrouw, dan zijn ze minder spraakzaam. De vrouw neemt dan het voortouw met praten.
Mannen en vrouwen doen het volgende om seks te krijgen als hun partner daar geen zin in heeft:
- 39% van de mannen en 23% van de vrouwen vrijt de ander weleens op met zoenen en strelen.
- 28% van de mannen en 15% van de vrouwen kleedt de ander weleens uit.
- 29% van de mannen en 14% van de vrouwen zeurt of dramt weleens.
- 16% van de mannen en 3% van de vrouwen liegt weleens.
- 6% van de mannen en 1% van de vrouwen voert de ander weleens dronken.

In 55% van de gevallen krijgt de initiatiefnemer ook zijn of haar zin.